# Pakhda Suka
Pakhda Suka is een bestuurslaag in het regentschap Ogan Komering Ulu Selatan van de provincie Zuid-Sumatra, Indonesië. Pakhda Suka telt 245 inwoners (volkstelling 2010).